# Emilio Delgado Orgaz
Emilio Delgado Orgaz (Madrid, 28 de juliol de 1976) és un polític i Integrador social espanyol. Ha estat diputat de la x, xi i xii legislatures de l'Assemblea de Madrid. Nascut el 28 de juliol de 1976 a Madrid, és veí de Móstoles. Va ser militant a Esquerra Unida (IU) i a Esquerra Castellana (IzCa; partit pel qual va concórrer al número 21 de la seva llista per a les eleccions a l'Assemblea de Madrid de maig de 2003). Va ser redactor del mitjà local mostoleny Voces del Pradillo. Candidat al número 9 de la llista de Podem per a les eleccions a l'Assemblea de Madrid de 2015, va ser elegit diputat de la desena legislatura del parlament regional. Secretari d'Organització de Podem Comunitat de Madrid, el març de 2016 va abandonar el càrrec i va sortir de l'executiva, criticant la situació de «paràlisi» en l'organització, llavors dirigida per Luis Alegre. En la seva tasca com a parlamentari, durant la legislatura va fer èmfasi en la regulació i limitació de les cases d'apostes.
Inclòs en el número 15 de la llista de Més Madrid encapçalada per Íñigo Errejón per a les eleccions a l'Assemblea de Madrid de 2019, va renovar el seu escó de diputat.